# Antonín Hošna
Antonín Hošna (12. srpna 1914 Ounuz - ?) byl členem ilegální odbojové organizace Dr. Eduard Beneš. V 50. letech 20. st. byl souzený ve veřejném politickém monstrprocesu Kolín, Weiland a spol. 

## Život a činnost
Narodil se 12. srpna 1914 v Ounuzu u Sedlčan. Vyučil se strojním zámečníkem. Po vyučení pracoval jako zámečník v továrně. V době zatčení byl zaměstnán v podniku Goldberg ve Varnsdorfu.

### Zatčení, obžaloba, rozsudek
Antonín Hošna byl zatčen 17. prosince 1949 a následně převezen do liberecké vazební věznice. Byl obviněn z trestného činu velezrady, vyzvědačství, loupeže a spoluviny na vraždě. Konkrétně byl vinen z toho, že byl zakládajícím členem protistátní organizace Dr. Eduard Beneš. 
Byl odsouzen k trestu odnětí svobody na doživotí. Byl mu uložen peněžní trest ve výši 50 000 Kčs a došlo ke konfiskaci celého jeho majetku. Také ztratil čestná práva občanská na dobu 10 let.

### Vězení, osud a propuštění
Antonín Hošna nastoupil k výkonu trestu 21. července 1950. První rok strávil ve věznici v České Lípě. V roce 1951 byl převezen do Leopoldova. V letech 1963 až 1956 byl vězněn v NPT Ostrov. Následně byl převezen do Příbrami, kde zůstal do roku 1961. Poslední tři roky výkonu trestu si odpykával opět ve věznici v Leopoldově. Roku 1946 byl propuštěn podmíněně.
Na základě amnestie prezidenta republiky ze 4. května 1953 byl Antonínu Hošnovi snížen trest odnětí svobody z doživotí na dvacet pět let.
Antonín Hošna žádal spolu s Janem Přibylem a Bedřichem Mackem v roce 1955 o přezkoumání rozsudku Státního soudu z roku 1950. Jejich žádost byla zamítnuta Krajským soudem v Praze jako nepodložená. Antonín Hošna žádal o amnestii prezidenta republiky v letech 1957, 1960 a 1962. Komise jeho žádosti posoudila a rozhodla, že ani v jednom případě není účasten. Poté podal stížnost k Nejvyššímu soudu, kde byla žádost zamítnuta.
Antonín Hošna byl podmíněně propuštěn na základě rozhodnutí Okresního soudu v Trnavě v roce 1946.